# Что они сделали с Соланж?
Что они сделали с Соланж? (итал. Cosa avete fatto a Solange?) — итальянский фильм в жанре джалло 1972 года режиссёра Массимо Далламано. Главные роли исполнили Фабио Тести, Карин Бааль, Иоахим Фучсбергер, Кристина Галбо и Камилла Китон. Фильм повествует о серии жестоких убийств, происходящих в английской женской католической школе.
Фильм является продуктом совместного производства итальянских компаний Italian International Films Srl, Clodio Cinematografica и западногерманской компании Rialto Film.

## Сюжет
Во время интимной лодочной прогулки с профессором колледжа молодая девушка замечает, как на близлежащем берегу человек с ножом нападает на женщину. Профессор по имени Энрико (Фабио Тести) убеждает свою любовницу молчать об увиденном, особенно после того, как выясняется, что жертва убийства была её одноклассницей.
После того, как любовница Энрико найдена убитой в собственной ванной, полиция начинает подозревать профессора, которому приходится признаться в измене жене, в надежде обзавестись её поддержкой и оправдать своё имя. Параллельно с этим из колледжа начинают одна за одной исчезать и другие студентки. В ходе расследования становится ясно, что всех жертв связывает общее обстоятельство — они все посещали местного священника и дружили с молодой девушкой по имени Соланж, которая таинственным образом исчезла после семестра обучения.
Расследование профессора в конечном итоге приводит к раскрытию тайного гедонистического клуба студенток, к которому принадлежали его любовница и другие жертвы убийств. Полиция также узнает, что священник, с которым разговаривали жертвы — это в действительности отец Соланж.
Вскоре последняя из участниц клуба становится жертвой похищения. Из её признания похитителю становится ясна причина убийств: В прошлом Соланж дружила с членами секс-клуба, однако после первой оргии она забеременела и отказалась делать аборт. Тогда другие девушки похитили Соланж и заставили её сделать подпольный аборт с помощью вязальной спицы. Шок от предательства подруг, потери ребёнка, ужасающей и болезненной процедуры и вынужденного бесплодия сводит Соланж с ума. Энрико, его жена и полиция находят Соланж, которая не произносит ни слова и явно находится в состоянии сильного потрясения, и её отца, который и оказывается убийцей, мстящим за свою дочь. После того, как Соланж отводит жену профессора к месту нахождения последней жертва, её отец стреляет в себя из пистолета.

## В ролях
- Фабио Тести — Энрико «Генри» Россени
- Карин Баал — Герта Россени
- Иоахим Фуксбергер — инспектор Барт
- Гюнтер Столл — профессор Баскомб
- Клаудия Бутенут — Бренда Пилчард
- Камилла Китон — Соланж Борегар
- Кристина Гальбо — Элизабет Секклс
- Мария Монти — миссис Эриксон
- Джанкарло Бадесси — мистер Эриксон
- Антонио Казале — мистер Ньютон

## Прокат
Фильм был выпущен в прокат в Италии и Западной Германии 9 марта 1972 года.
Первый релиз фильма на DVD был сделан компанией Shriek Show 30 июля 2002 года. Фильм также был выпущен на Blu-ray и DVD в Великобритании 14 декабря 2015 года и в США 15 декабря 2015 года.

## Дальнейшая судьба
В 2016 году режиссёр Николас Виндинг Рефн объявил, что ищет режиссёра и сценариста для ремейка фильма «Что они сделали с Соланж?». Фильм будет продюсироваться компанией Refn 's Space Rocket Nation и продюсером Фульвио Лучисано.